# Isabella Summers
Isabella Janet Florentina Summers (Londres, 31 de octubre de 1980) es una músico, compositora y productora británica, conocida por ser la teclista del grupo musical de indie rock Florence and the Machine. Además de esta función, Summers coescribió hasta cinco canciones del grupo en el disco Lungs (2009), Mejor álbum británico en los Brit Awards ese año, así como otras tres en los discos Ceremonials (2011) y How Big, How Blue, How Beautiful (2015).
Cuando no se encuentra de tour con Florence and the Machine, o en el estudio con el grupo, Summers también escribe, produce y realiza remixes y canciones para otros artistas como Beyoncé, Juliette Lewis, Iggy Azalea, Jasmine Thompson, Nas, Cara Delevingne, Izzy Bizu, Pablo Dylan, Mondo Cosmo, Kacy Hill, Jessica Simpson, Chloe x Halle, Flux Pavilion, Maxine Ashley, Rita Ora, Judith Hill o Game.

## Biografía
Summers vivió sus primeros años en Londres, conociendo a Florence Welch cuando Isabella comenzó a trabajar como niñera de la hermana pequeña de Welch, Grace. A los nueve años de edad, Summers se mudó con su familia a Aldeburgh, en Suffolk, donde acudió en su adolescencia al Woodbridge School, donde comenzó a interesarse por la música.
En sus años de Universidad, Summers regresó a Londres, donde comenzó el Grado en Bellas Artes en el Central Saint Martins (CSM). Comenzó a indagar en su pasión por la música comprándose un set de DJ para trabajar en las mesas de discos y componer, mientras trabajaba para el programa Top of the Pops y era script y digitalizadora de algunos trabajos de Alan Parker.
Pronto comenzó a trabajar como músico junto a Dan Greenpeace en el programa All City Show de la emisora XFM London, una experiencia que le llevó a comprarse su primer equipo de MPC, que instaló en el armario de su piso. Con la ayuda de algunos amigos, comenzó a trabajar en su propio estudio en una antigua fábrica cerca de Crystal Palace, donde comenzó a hacer hip hop. Durante este tiempo, Summers trabajó con artistas como Kashmere, The Iguana Man, IRS Crew, MBC Crew, Inja o The Last Skeptic. Años después de coincidir en la infancia, Summers y Welch volverían a encontrarse, tanto en el estudio de Summers como en el CSM, así como en la Camberwell College of Arts, a la que Florence Welch asistía.
De esa amistad afianzada con Welch, nacería su participación en el grupo que crearía en 2007, Florence and the Machine. En el primer trabajo de estudio, Lungs, destacaría por su labor como productora y compositora, firmando hasta cinco temas, y colaborando en los coros, lo que sorprendió a Welch, con la que congenió además de una amistad un trabajo productivo con los posteriores trabajos del grupo, siendo apodada por la propia Welch como Isabella "Machine" Summers, por sus habilidades con la música electrónica, llegando a ser presentadas ambas en los conciertos como Florence Robot & Isa Machine.

## Discografía

### Como autora o coautora
- Florence and the Machine – Dog Days Are Over – Island – Coautora
- Florence and the Machine – I'm Not Calling You a Liar – Island – Coautora
- Florence and the Machine – Between Two Lungs – Island – Coautora
- Florence and the Machine – Cosmic Love – Island – Coautora
- Florence and the Machine – Falling – Island – Coautora
- Florence and the Machine – Are You Hurting the One You Love – Island – Coautora
- Florence and the Machine – Ghosts (Demo) – Island – Coautora
- Florence and the Machine – No Light, No Light – Island – Coautora
- Florence and the Machine – All This And Heaven Too – Island – Coautora
- Florence and the Machine – Remain Nameless – Island – Coautora
- Florence and the Machine – Breath of Life – Island – Coautora
- Florence and the Machine – How Big, How Blue, How Beautiful – Island – Coautora
- Florence and the Machine – Delilah – Island – Coautora
- Florence and the Machine – Which Witch (Demo) – Island – Coautora/Productora
- Carly Connor – Tracks – Atlantic Records – Coautora
- Dia Frampton – Bullseye – Universal Republic – Coautora/Productora
- Sam Sparro – 16 Shades of Grey – EMI – Coautora
- Ivan Ink 'n' Isa – Lover's Kiss – Brink Records – Coautora
- Ivan Ink 'n' Isa – Standing On A Hill – Brink Records – Coautora
- Ivan Ink 'n' Isa – Caught In Symmetry – Brink Records – Coautora
- Ivan Ink 'n' Isa – Silver Or Lead – Brink Records – Coautora
- Angel Haze - Rose Tinted Suicide – Coautora/Productora
- Katharine McPhee – Hysteria
- Iggy Azalea – Trouble (ft. Jennifer Hudson) – Virgin EMI – Coautora
- Flux Pavilion – Never See the Light feat. Andrea Martin – Circus Recordings – Coautora

### Como productora
- Florence and the Machine – Dog Days Are Over – Island
- Florence and the Machine – I'm Not Calling You a Liar – Island
- Florence and the Machine – Between Two Lungs – Island
- Florence and the Machine – Cosmic Love – Island
- Florence and the Machine – Falling – Island
- Florence and the Machine – Hardest of Hearts – Island
- Florence and the Machine – Remain Nameless – Island
- Florence and the Machine – Breath of Life – Island
- Florence and the Machine – Hospital Beds – Island
- Florence and the Machine – Which Witch (Demo) – Island
- Florence and the Machine – How Big, How Blue, How Beautiful – Island
- Ivan Ink 'n' Isa – Lover's Kiss – Brink Records
- Ivan Ink 'n' Isa – Standing On A Hill – Brink Records
- Ivan Ink 'n' Isa – Caught In Symmetry – Brink Records
- Ivan Ink 'n' Isa – Silver Or Lead – Brink Records
- Kat McPhee – Lick My Lips e Hysteria

### Remixes
- Beyoncé – Countdown – Columbia
- Beyoncé – End of Time – Columbia
- Primary 1 – Princess – Atlantic
- WooWoos – Remember Me – Island
- The Kooks – Forgive and Forget – Virgin
- Chris Brown – Don't Judge Me – RCA